# Constance Demby
Constance Demby (Oakland, 9 maggio 1939 – 20 marzo 2021) è stata una compositrice e polistrumentista statunitense, considerata una delle figure più importanti della new age.

## Discografia

### Album in studio
- 1978 – Skies Above Skies
- 1980 – Sunborne
- 1982 – Sacred Space Music
- 1986 – Novus Magnificat: Through the Stargate
- 1987 – Light of this World
- 1989 – Set Free
- 1995 – Aeterna
- 1998 – The Beloved
- 1998 – The Heart Meditation
- 2000 – Faces of the Christ
- 2003 – Sanctum Sanctuorum
- 2004 – Spirit Trance
- 2006 – Sonic Immersion - Vibrational Tonal Attunement

### Album dal vivo
- 1984 – Constance Demby at Alaron: Live Concert Recording
- 2000 – Attunement: Live in Concert -- Dec. 1999
- 2002 – Constance Demby - Live in Tokyo

### Album video
- 2002 – Constance Demby - Live in Tokyo